# Salón Blanco (Palacio de Invierno)
El Salón Blanco es un salón en la parte suroeste del Palacio de Invierno en San Petersburgo, con vistas a la Plaza del Palacio.

## Historia
Fue construido según proyecto Aleksandr Briulov a fines de 1839 en el sitio de tres salas de estar. Al igual que el cercano Golden Living Room, es una parte representativa de los apartamentos preparados para la boda del heredero. El salón principal de doble altura, de tamaño grandioso, se utilizó para celebraciones. Al describir sus aposentos en el Palacio de Invierno a su hermano, Maria Alexandrovna informa: “ El último es el gran salón de baile blanco”.

## Descripción
El salón de doble altura se cubre con bóveda de cañón cilíndrico con desencofrados. Las ventanas arqueadas del segundo nivel se repiten en nichos planos ubicados frente a la pared longitudinal. Una ancha franja de entablamento separa claramente el plano de los muros del techo abovedado. El espacio de la sala está dividido en tres partes desiguales por pilones que sobresalen de los muros, sobre los que descansan arcos de resorte. Los pilones están rematados con pilastras pareadas de orden corintio. El plano del muro entre los pilones, a su vez, también está dividido en tres partes de orden corintio por columnas rematadas con esculturas. Las paredes de los compartimentos extremos están divididas por pilastras menores, decoradas con adornos de estuco; sobre ellos pasa una ancha cinta de bajorrelieve. Según la observación del emperador en la pared del fondo, se decidió abandonar la decoración de las aberturas con pórticos con columnas y frontón triangular, como A. pags. Bryullov.

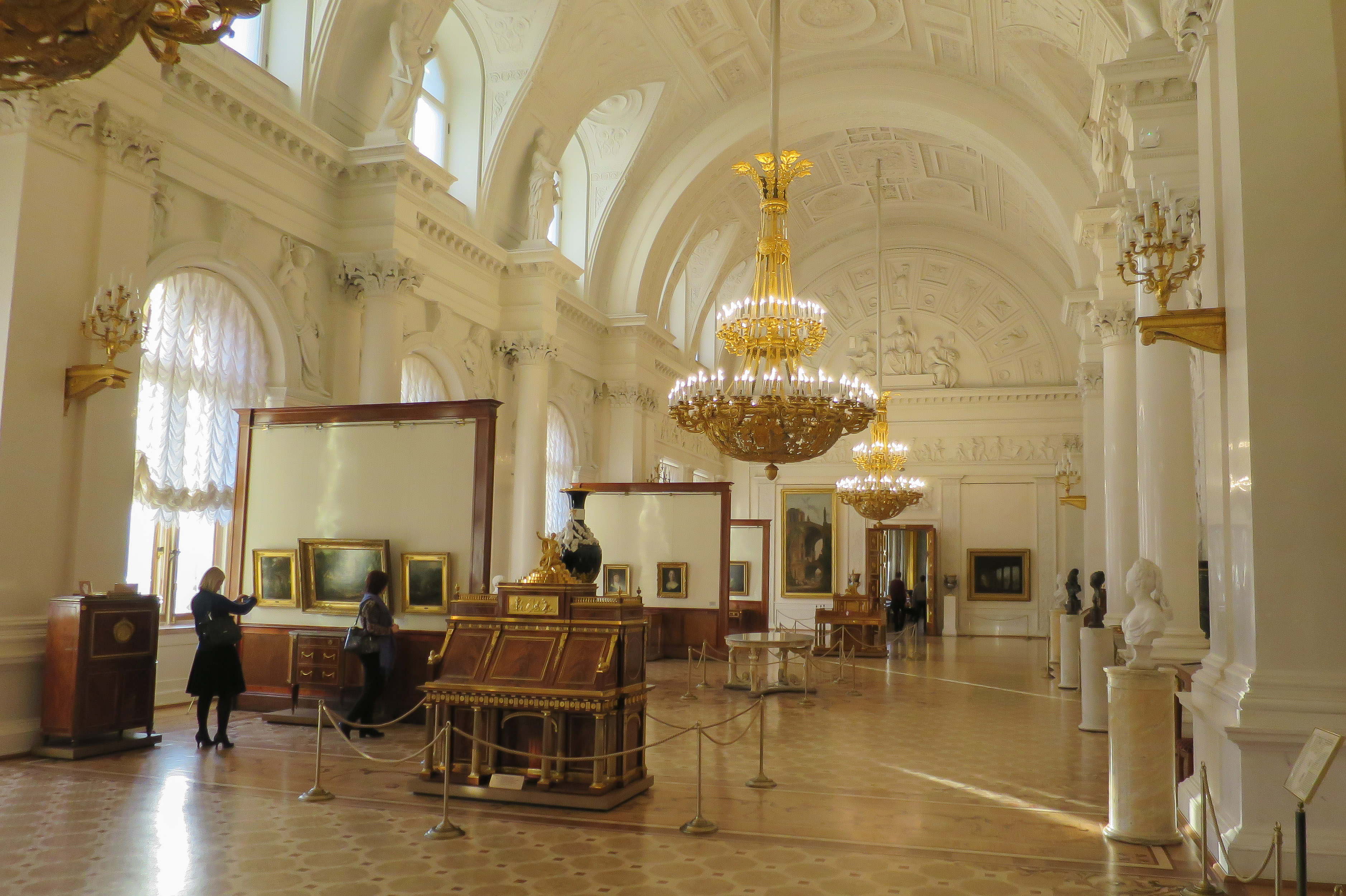
Vista general del Salón Blanco, 2015

La decoración escultórica de la sala se basa en esculturas de busto redondo de figuras femeninas colocadas sobre las columnas, que simbolizan varios tipos de arte, y figuras en bajorrelieve que representan a los dioses del Olimpo: Juno y Júpiter, Diana y Apolo, Ceres y Mercurio, Vesta y Neptuno. El friso está lleno de numerosas figuras de putti: los bebés están ocupados con juegos, arte, trabajo rural, caza, asuntos militares. La decoración escultórica fue creada como la personificación del programa del reinado del futuro emperador. El efecto de percepción de una sala monocromática también se basa en una combinación de superficies procesadas de manera diferente de mármol pulido y decoraciones de estuco blanqueado. Ornamentos en relieve cercados en marcos geométricos también cubre los lunetos y las bóvedas de la sala. El trabajo de estuco fue realizado por el escultor G. Trod, maestro I. Koev y los hermanos I., P., T. y f Dylev. Las figuras escultóricas y los bajorrelieves fueron realizados por el escultor I. Hermann.
La realización de una chimenea con decoraciones de bronce y un bajorrelieve de mármol “ comprado a un extranjero Chevelioti ” fue confiada al “ artista del arte del mármol Vincent Moderni”.
Contiene candelabros de bronce dorado salvados durante un incendio, que anteriormente adornaban la Sala Oval de Maria Feodorovna. Fueron fabricadas en 1827 por el maestro A. Gode según el dibujo de O. r Montferrando.

## Exposición
Actualmente en ella se exhiben obras de arte francesas del período neoclásico de la segunda mitad del siglo XVIII: paisajes de Hubert Robert, retratos de J.-L. Voila, Louis Tocque y M.-L.-E. Vigée-Lebrun, Jarrón de Porcelana de Sèvres, así como muebles de David Roentgen 1784-1807.

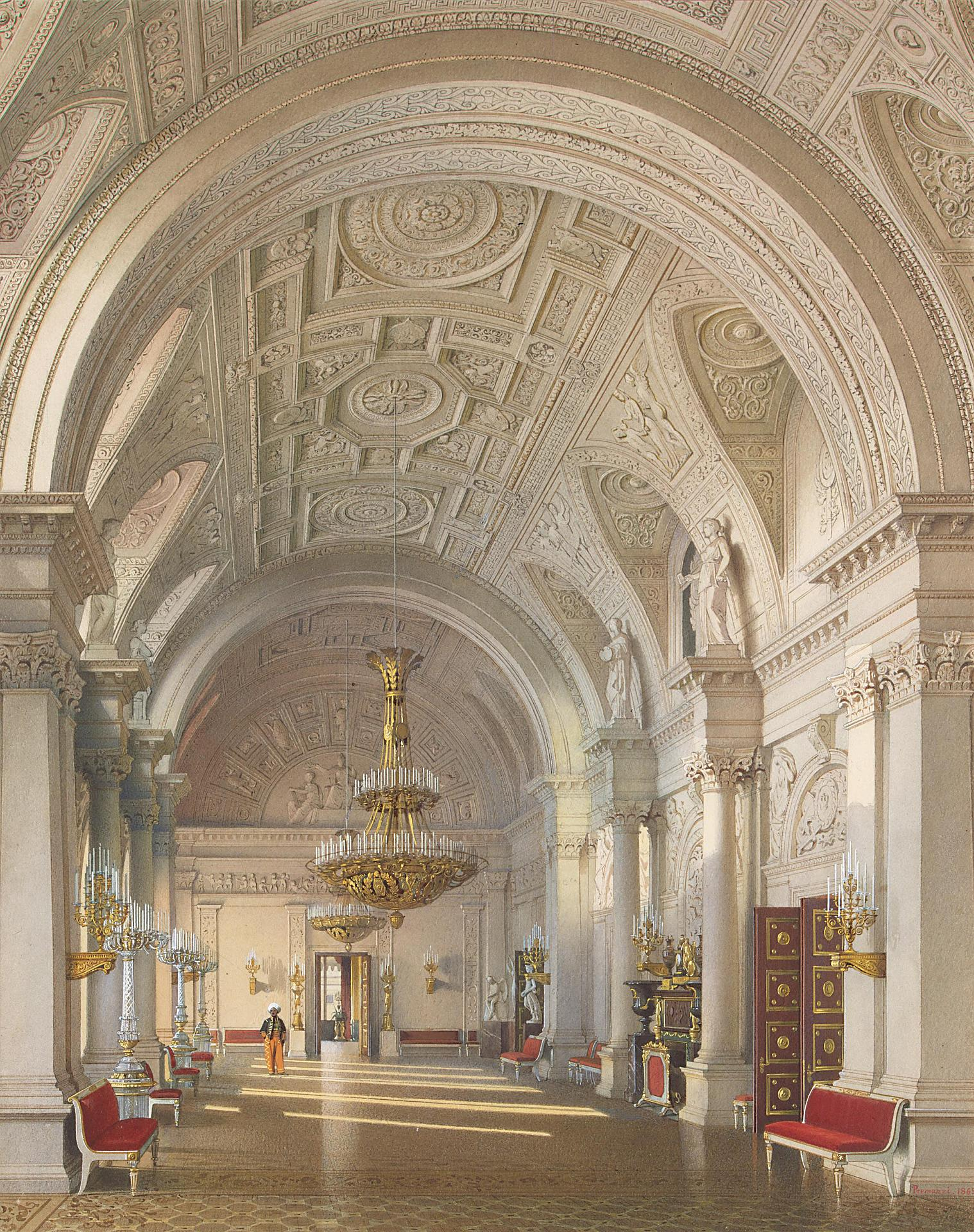
El salón en una acuarela de L. Premazzi.
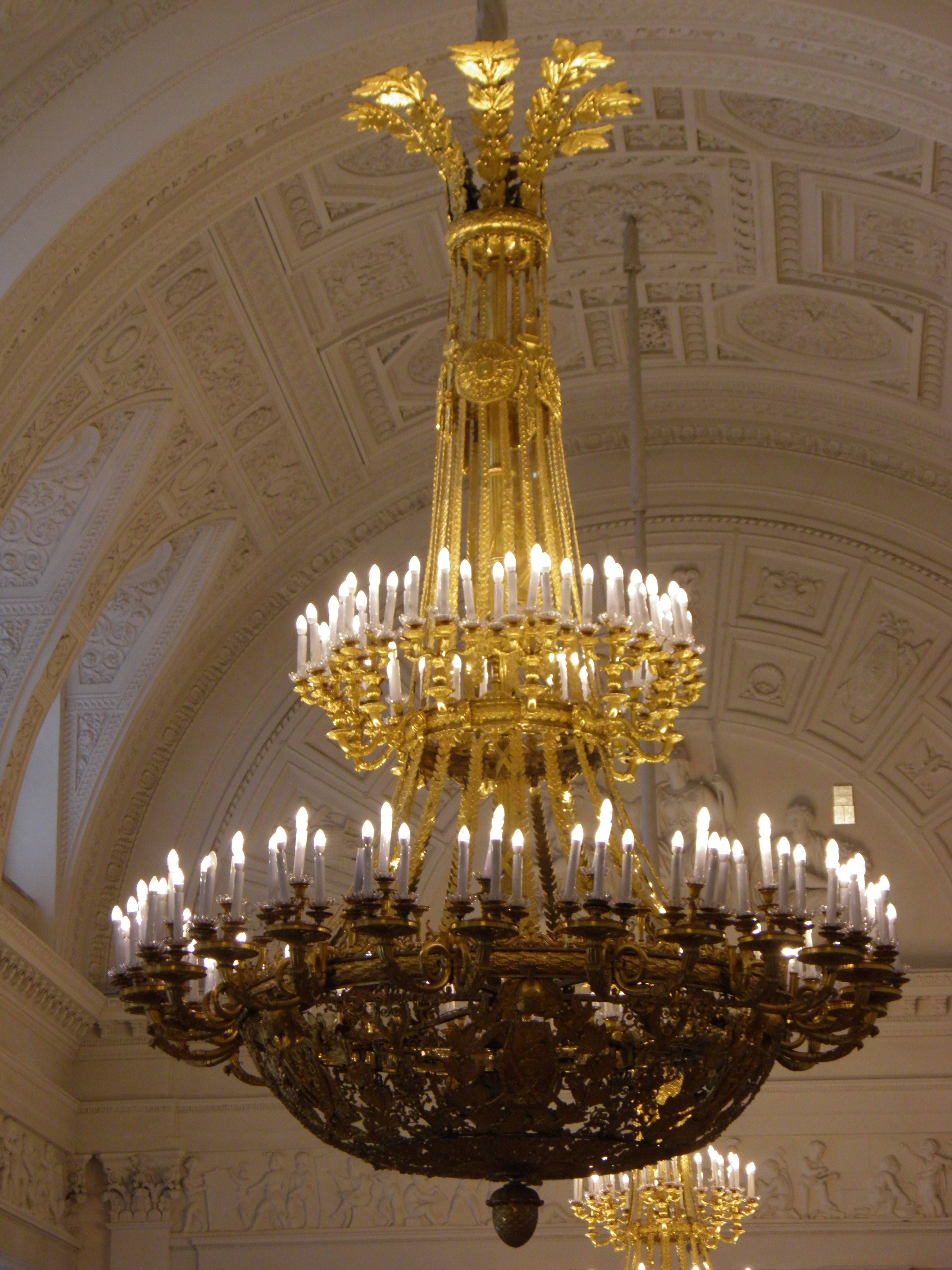
Lámpara de araña del salón.
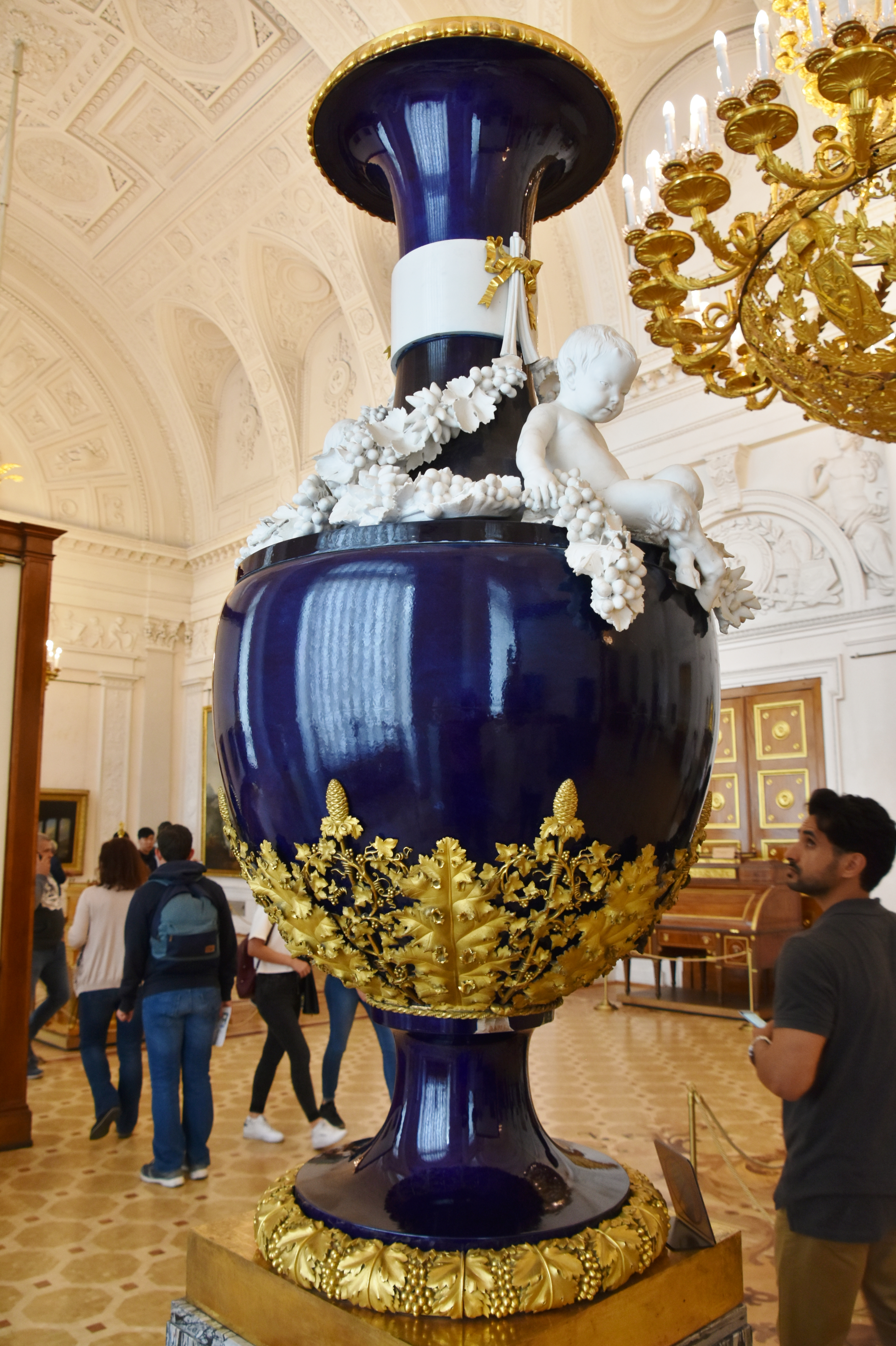
Jarrón de porcelana de Sèvres, 1786.
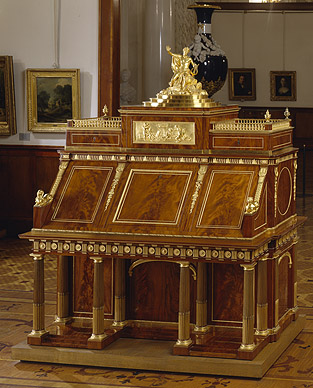
Mesa de caoba, obra de D. Roentgen, 1783.
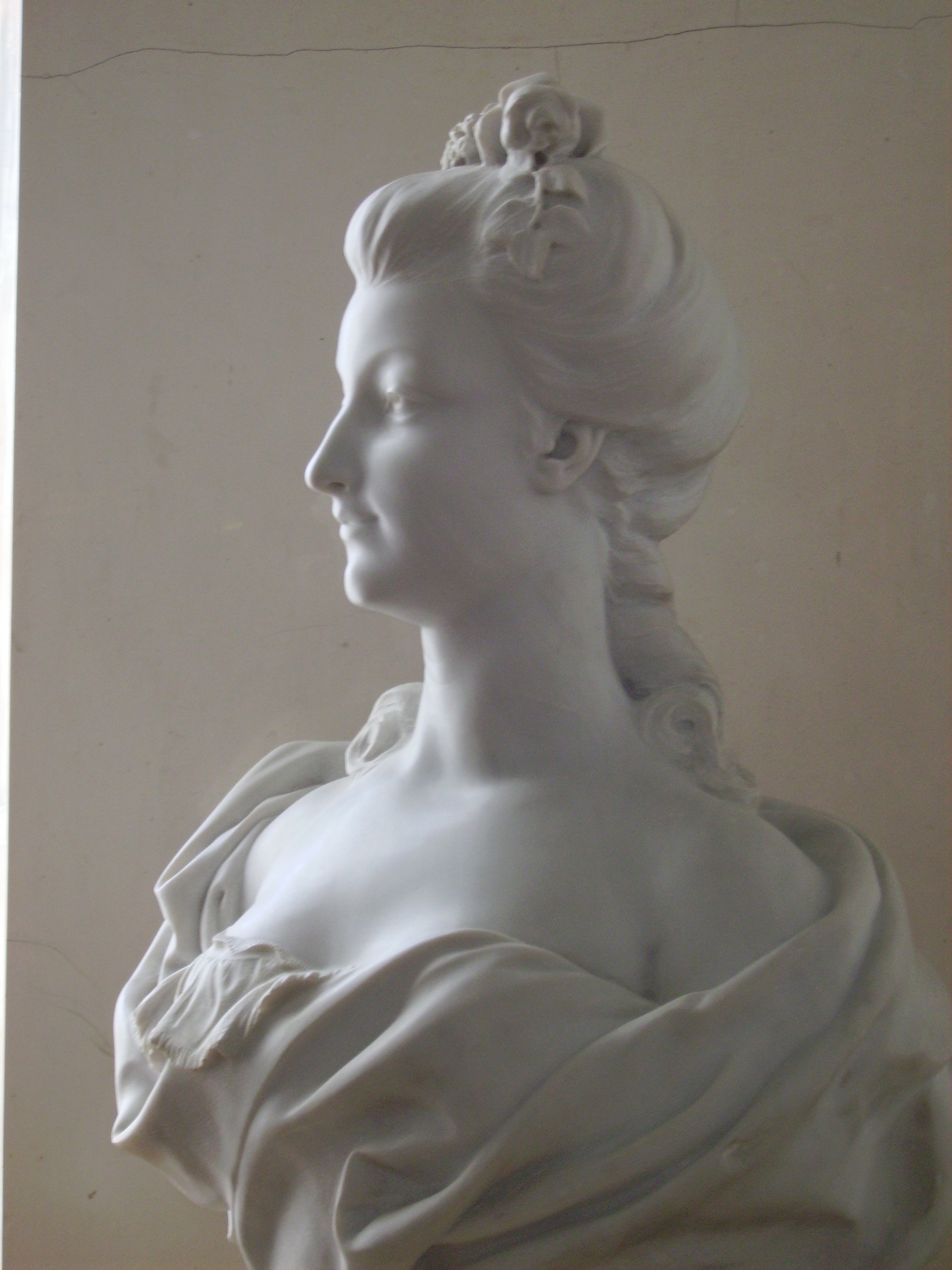
Paisaje con cascada, obra de Hubert Robert, 1773.